# Universität Breslau
Die Universität Breslau (lateinisch Universitas Wratislaviensis) ist eine 1702 als Jesuitenkolleg gegründete Universität in Breslau. Die deutsche Universität wurde 1945 aufgelöst und in den kriegsbedingt stark zerstörten Gebäuden eine polnische Universität gegründet (polnisch Uniwersytet Wrocławski; der lateinische Name Universitas Wratislaviensis passt auch hier), die personell in der Tradition der polnischen Uniwersytet Lwowski in Lemberg steht.

## Geschichte

### Gründung als Leopoldina
Breslau war mit seiner Domschule bereits im Mittelalter eine bedeutende Schulstadt. Auf Wunsch des Magistrats der Stadt Breslau bestätigte der böhmische Landesherr, König Vladislav II. am 20. Juli 1505 die Gründung einer Universität in Breslau, die jedoch aufgrund zahlreicher Kriege und scharfen Widerstandes der Universität Krakau nicht errichtet werden konnte.
Die seit 1638 bestehenden Vorgängereinrichtungen wurden in eine Jesuitenschule überführt und 1702 schließlich auf Betreiben der Jesuiten und mit Unterstützung des schlesischen Oberamtsrats Johannes Adrian von Plencken von Kaiser Leopold I. als Jesuiten-Akademie mit je einer Fakultät für Philosophie und Katholische Theologie gestiftet. Diese erhielt nach ihrem Stifter den Namen Leopoldina. Am 15. November 1702 wurde der Lehrbetrieb aufgenommen. Johannes Adrian von Plencken war auch gleichzeitig Kanzler der Akademie. In den Jahren 1728 bis 1732 wurde die Aula Leopoldina erbaut und ist bis heute nahezu vollständig erhalten geblieben. Diese wird regelmäßig offiziell für universitätsöffentliche Anlässe genutzt.
Als nach dem Ersten Schlesischen Krieg 1742 Breslau mit fast ganz Schlesien an Preußen fiel, verlor die Akademie ihren gegenreformatorischen Charakter, blieb aber als konfessionelle Hochschule für die Ausbildung des katholischen Klerus in Preußen bestehen.

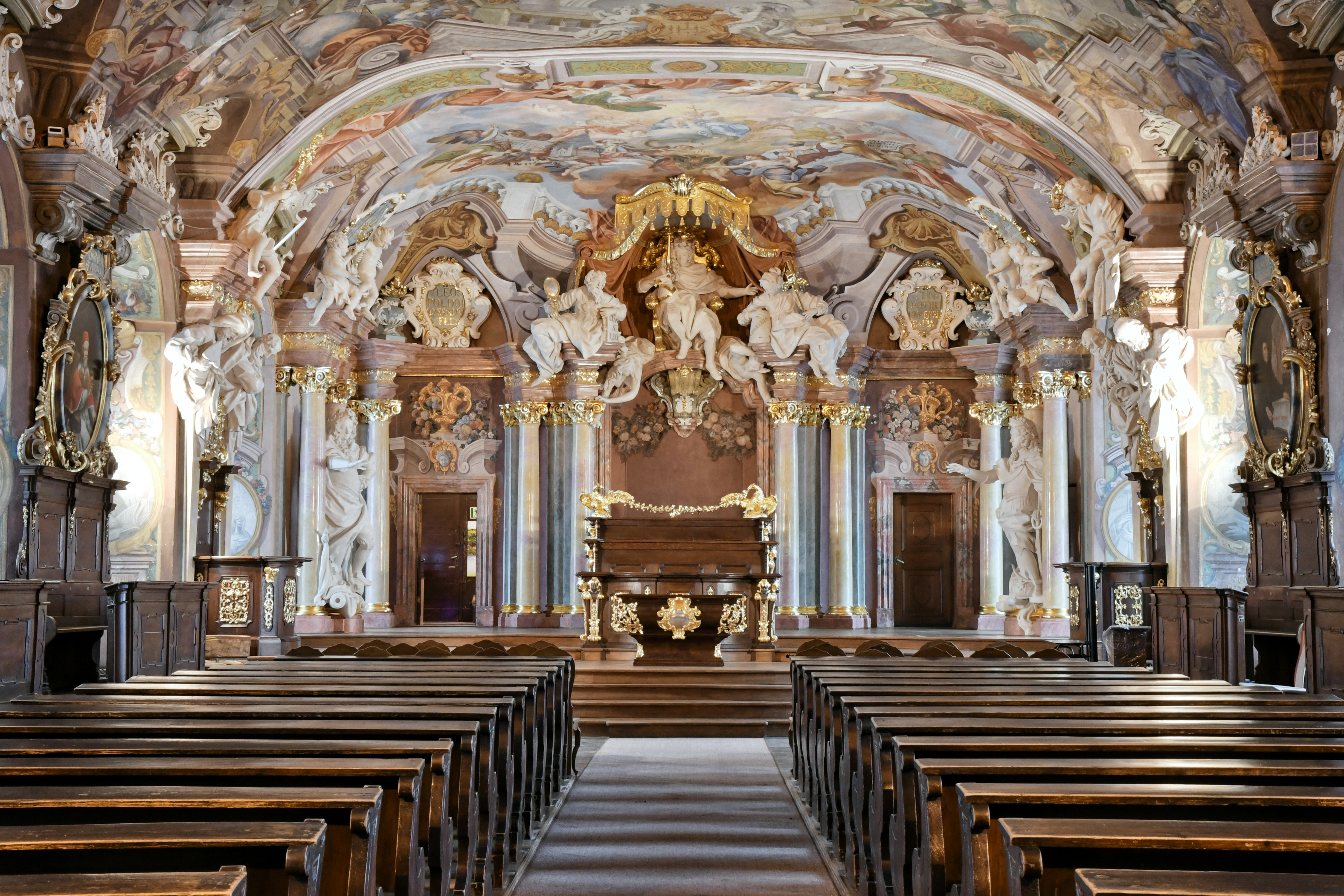
Aula Leopoldina
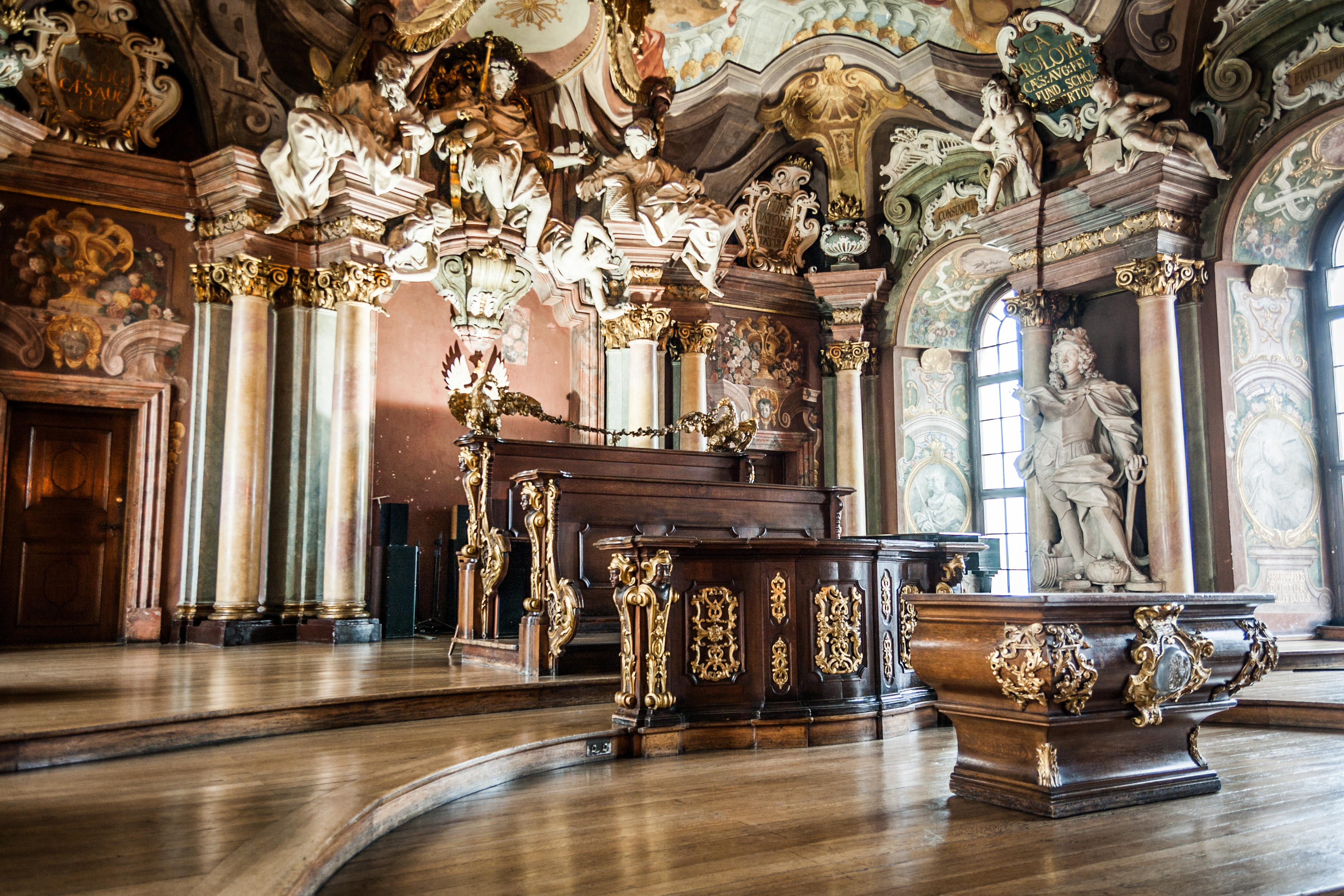
Podium der Aula

### Königliche Universität zu Breslau / Schlesische Friedrich-Wilhelms-Universität

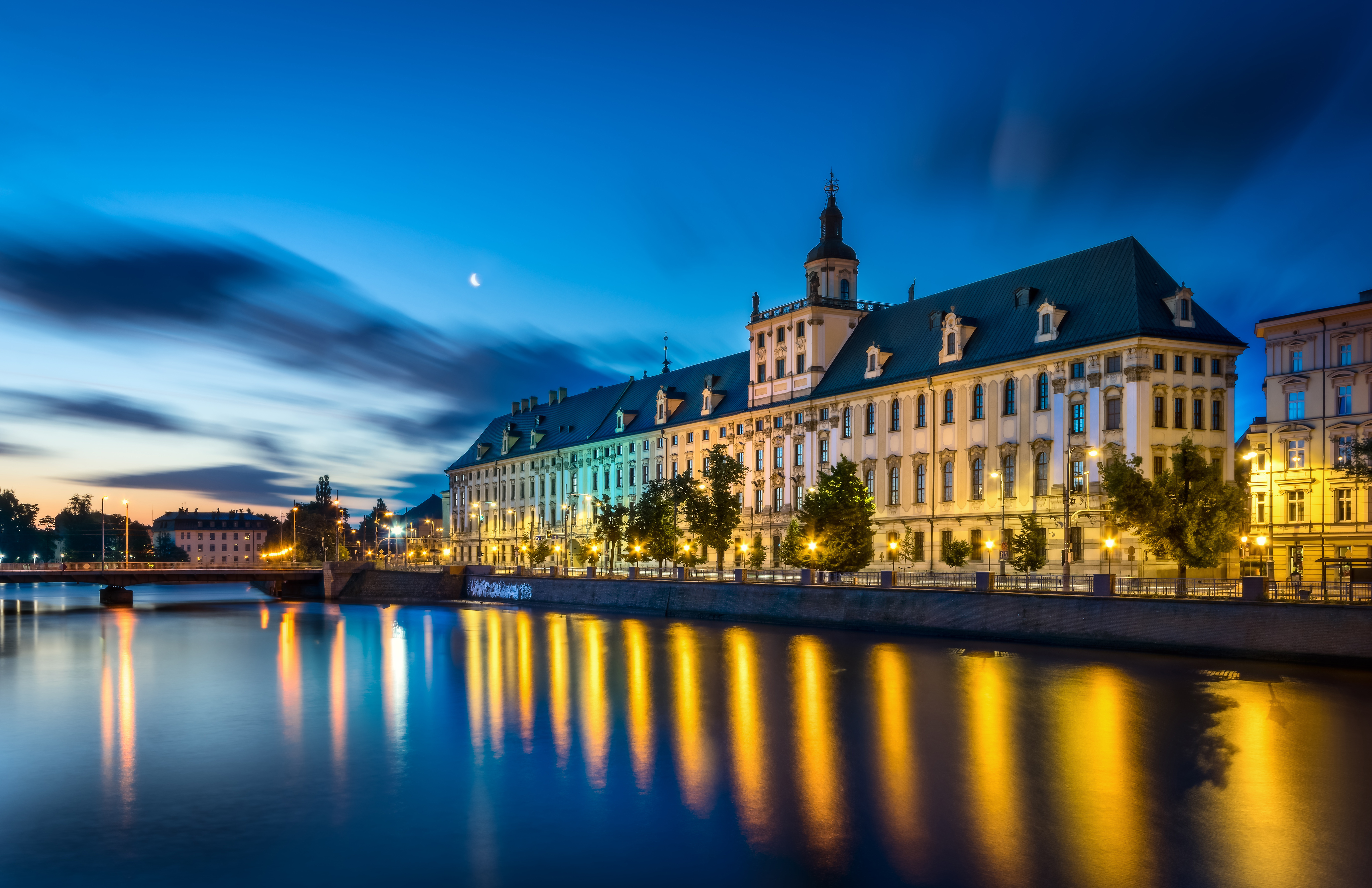
Hauptgebäude

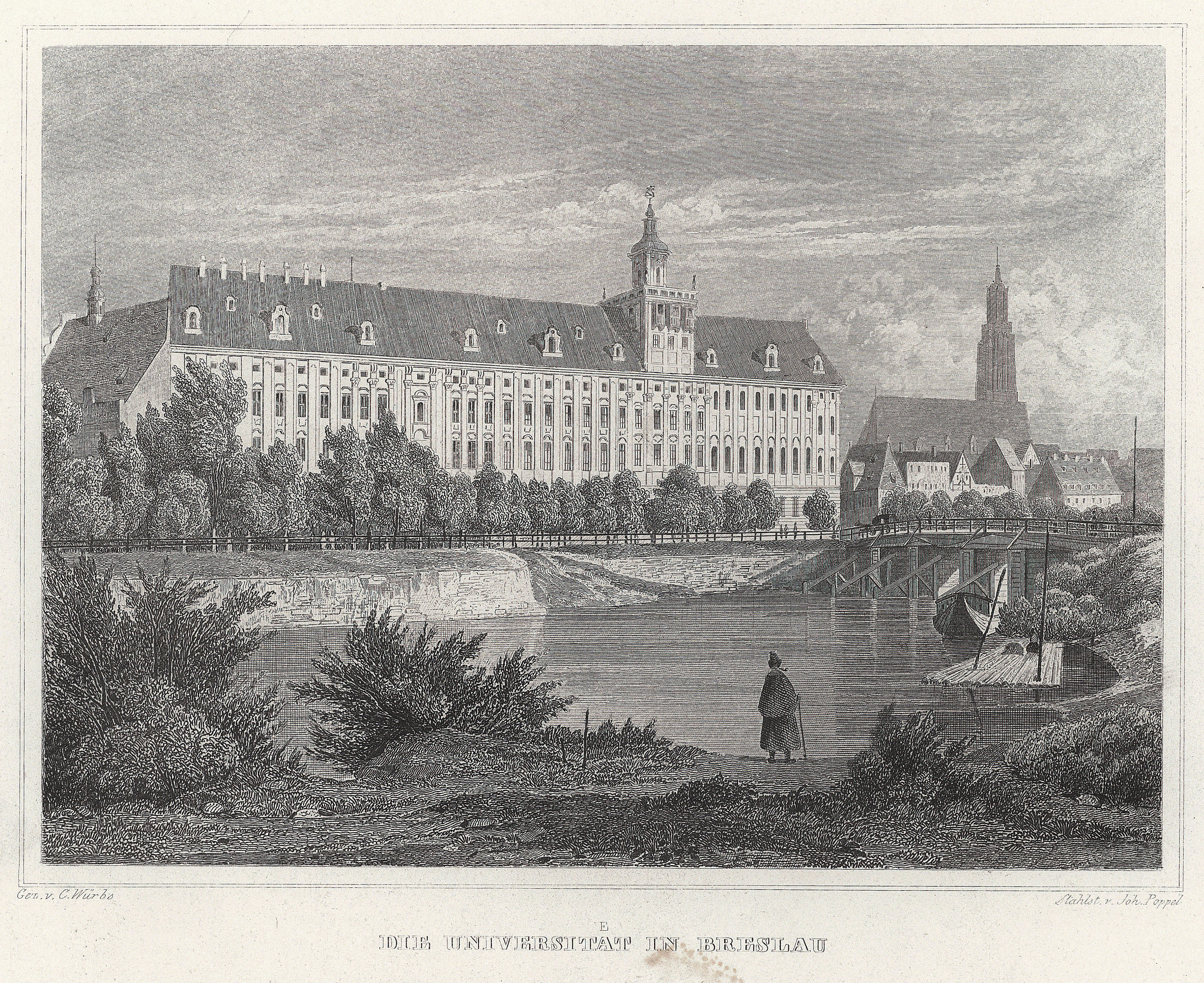
Das Hauptgebäude im 19. Jahrhundert

Im Jahre 1811 wurden die Leopoldina und die Brandenburgische Universität Frankfurt durch königliche Kabinettsorder (24. April) und Vereinigungsplan (3. August) im Zuge der Preußischen Reformen als neue Königliche Universität zu Breslau – Universitas litterarum Vratislaviensis mit fünf Fakultäten (katholische Theologie, evangelische Theologie, Recht, Medizin und Philosophie) vereinigt. Sie war damit die erste deutsche Universität mit einer katholischen und einer protestantischen Fakultät. Anlässlich des 100. Jahrestages der Neugründung (1911) erhielt die Universität einen neuen Namen: Schlesische Friedrich-Wilhelms-Universität zu Ehren von König Friedrich Wilhelm III., dem Reorganisator preußischer Universitäten.

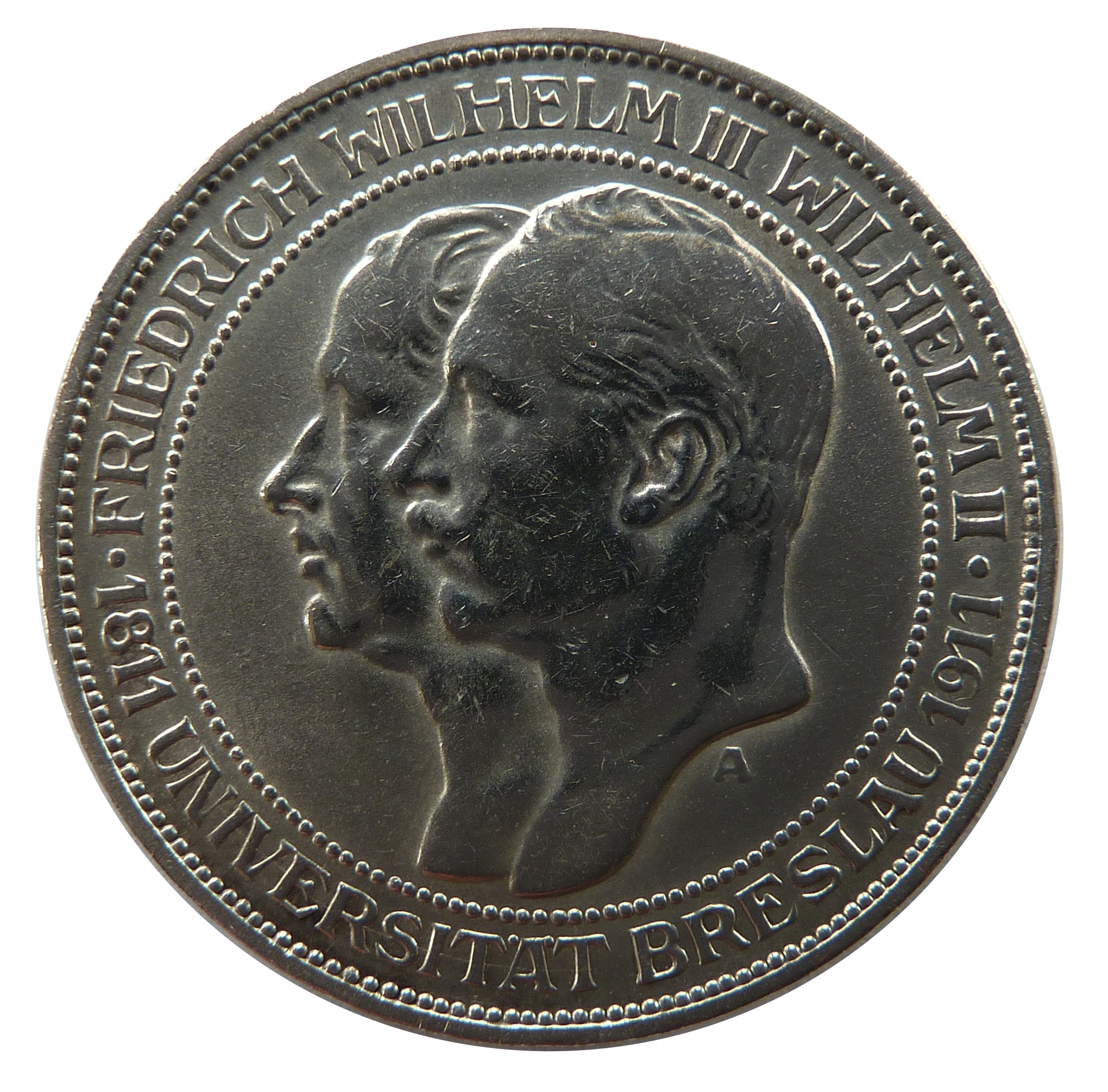
Vorderseite der 3-Mark-Gedenkmünze Preußens anlässlich der Jahrhundertfeier der Universität Breslau

Mit der Universität verbunden waren drei theologische Seminare, ein philologisches und ein Seminar für deutsche Philologie, desgleichen für romanische und englische Philologie, ein historisches, ein mathematisch-physikalisches, ein juristisches und ein staatswissenschaftliches Seminar. Ab 1842 besaß die Universität auch einen Lehrstuhl für Slawistik. Die Universität besaß zwölf verschiedene naturwissenschaftliche Institute, sechs klinische Anstalten und drei Kunstsammlungen. Zur Universität gehörte seit 1881 auch ein landwirtschaftliches Institut (früher in Proskau) mit zehn Lehrern und 44 Hörern, das ein tierchemisches, ein Veterinär- und ein technologisches Institut umfasste. Hinzu kam im 20. Jahrhundert das Hochschulinstitut für Musikerziehung und Kirchenmusik, das u. a. der Ausbildung von Musiklehrern an Höheren Lehranstalten diente. 1884 betrug die Zahl der Studierenden 1.481, die der Dozenten 131.

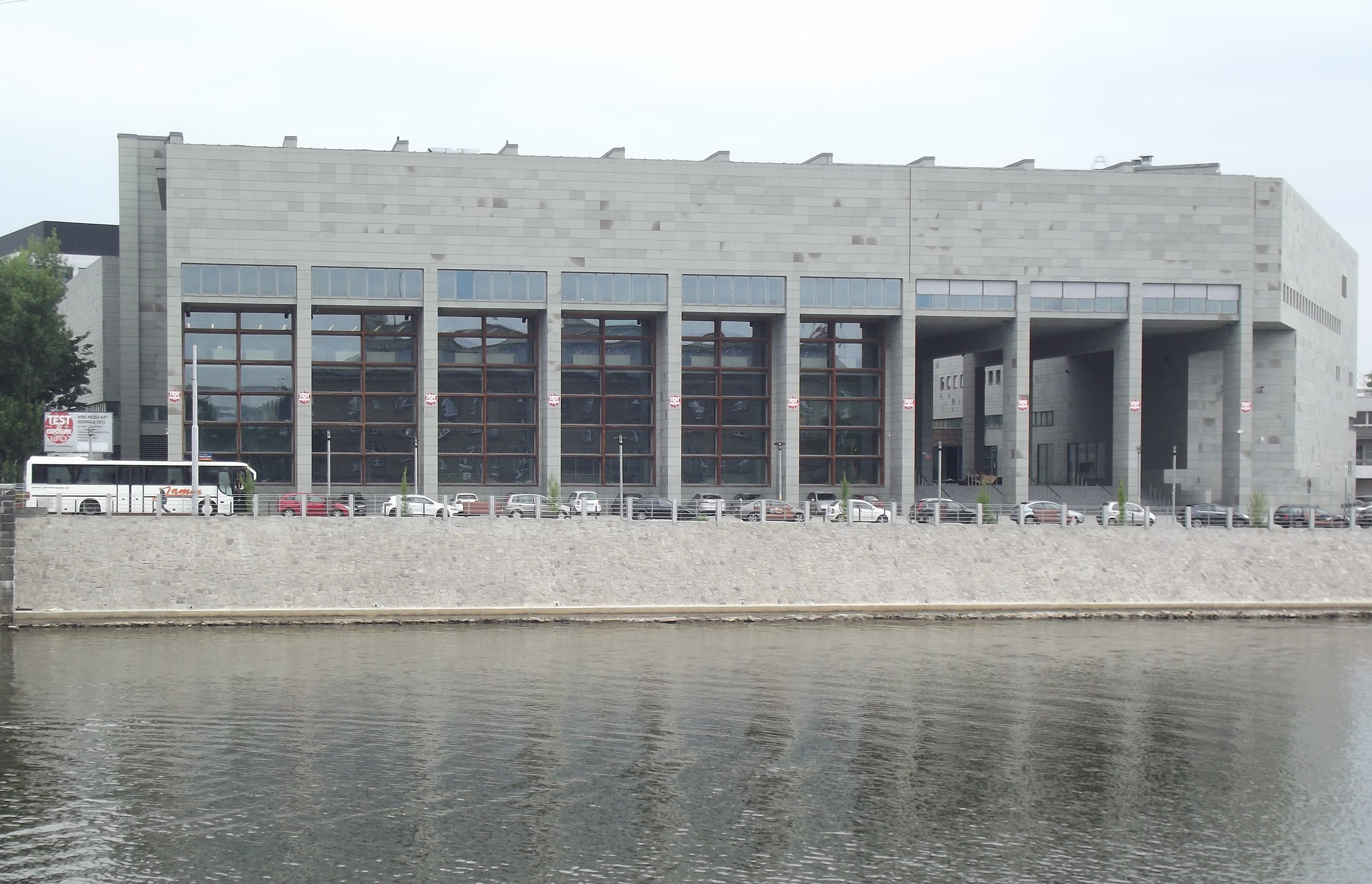
Universitätsbibliothek Breslau

Die Universitätsbibliothek Breslau umfasste 1885 ungefähr 400.000 Werke, darunter ungefähr 2.400 Bände Inkunabeln (bis 1500), ungefähr 250 Bände Aldinen und 2.840 Bände mit Manuskripten. Sie entstand aus den Sammlungen der aufgehobenen Stifte und Klöster und den früheren Frankfurter und Breslauer Universitätsbibliotheken; zu ihr gehören auch die an orientalischen gedruckten und handschriftlichen Werken reiche Bibliotheca Habichtiana begründet unter Maximilian Habicht und das akademische Leseinstitut.

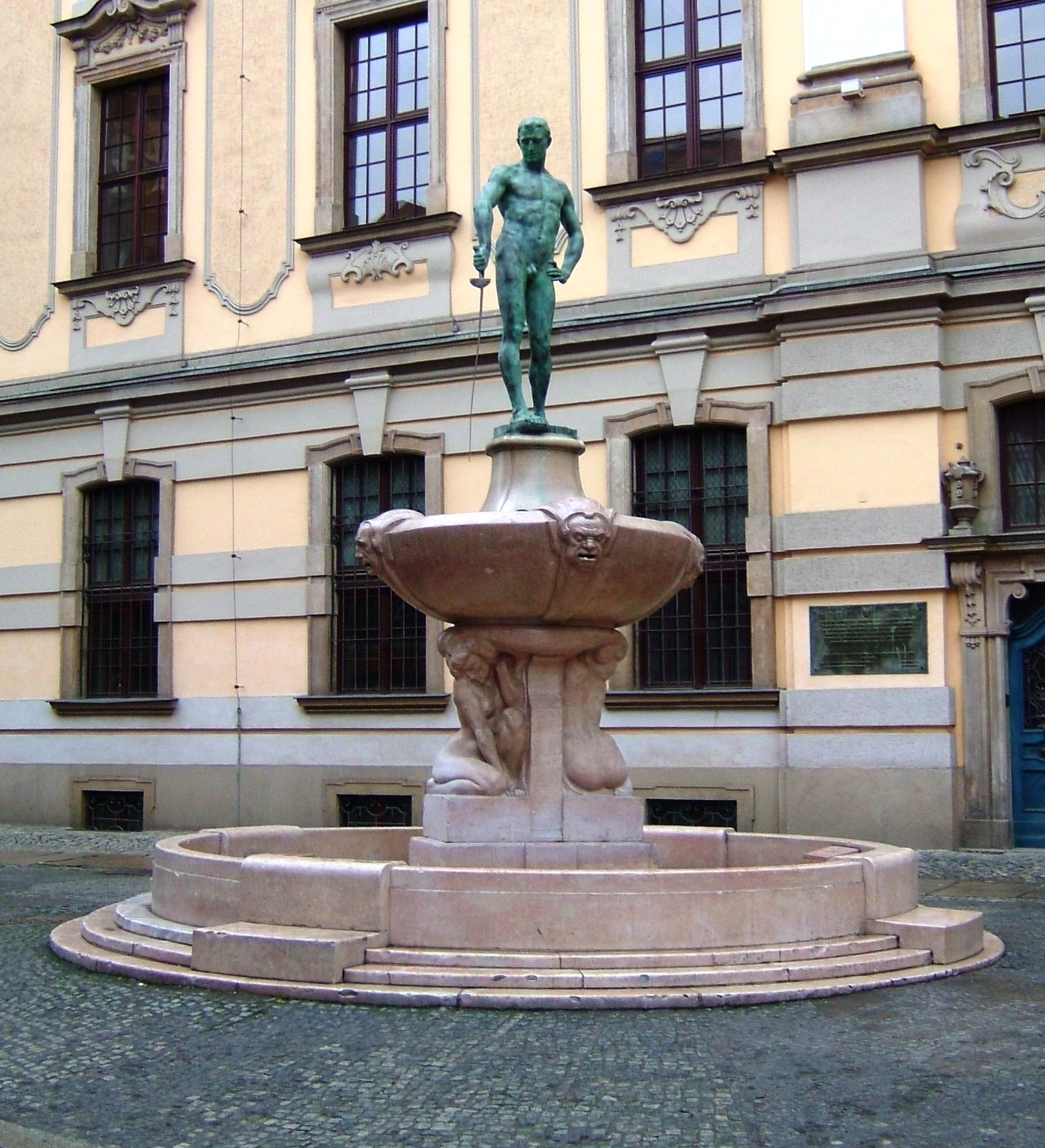
Fechterbrunnen

Ferner sind zu nennen die historische Sternwarte Mathematischer Turm, südlicher Seitenturm um 1730, das Oratorium Marianum (1733 eröffnet, seit 1815 Konzertsaal), der botanische Garten (fünf Hektar groß) mit botanischem Museum und der 1862 von einer Aktiengesellschaft angelegte zoologische Garten, das naturhistorische und das zoologische Museum, die chemischen und physikalischen Sammlungen, das chemische Laboratorium, das pflanzenphysiologische und das mineralogische Institut, das anatomische Institut, die klinischen Anstalten, die Bildergalerie (meist aus den Kirchen, Klöstern etc.), das Museum für schlesische Altertümer und das Staatsarchiv für Schlesien.
An der Schlesischen Friedrich-Wilhelms-Universität gab es ein reges Verbindungsleben.

### Weimarer Republik und Nationalsozialismus
In der Weimarer Republik gehörten dem Lehrkörper der Schlesischen Friedrich-Wilhelms-Universität relativ viele jüdische Wissenschaftler an. Nach der nationalsozialistischen Machtergreifung war die Universität daher von den antisemitischen „Säuberungen“ stärker betroffen als die meisten deutschen Hochschulen. Von den 330 Personen, die zum Lehrkörper der Universität gehörten, wurden 91 entlassen, das waren 27,6 Prozent.

### Umwandlung in die polnische Universität
Nach dem Sieg der Roten Armee in der Schlacht um Breslau wurde die Schlesische Friedrich-Wilhelms-Universität aufgelöst (im Lichte des deutschen Rechts). Mit der Übergabe der Stadt an die Volksrepublik Polen wurden bereits am 24. August 1945 die bis dahin deutsche Universität und die Technische Hochschule Breslau (1910–1945) in Hochschulen des polnischen Staates umgewandelt (nach polnischem Recht). Der Lehrbetrieb begann am 15. November 1945 wieder (mit einer Vorlesung von Professor Ludwik Hirszfeld).
Am 9. Juni 1946 wurde die polnische Universität offiziell eröffnet. Die «Polnische Filmchronik» (Polska Kronika Filmowa, 1946 Nr. 10) enthält die Szenen der Deportation der deutschen Bevölkerung aus Breslau, darunter die Abreise deutscher Professoren aus der Stadt  (1:01–1:19). Aus dem Kommentar des polnischen Lautsprechers geht hervor, dass die PKWs für ihr Gepäck von jenen polnischen Kollegen gegeben wurden, die davor zwecks Organisation der polnischen Universität nach Breslau ankamen. Dabei handelte es sich um diejenigen polnischen Professoren, die an der Lemberger Universität in der Vorkriegszeit tätig waren, aber nach 1945 ihre zugunsten UdSSR abgetretene Heimatstadt zu verlassen hatten.
Von 1952 bis 1989 trug die entstandene polnische Hochschule den Namen des damaligen Staatspräsidenten und Ersten Sekretärs der Polnischen Vereinigten Arbeiterpartei (PZPR) Bolesław Bierut.
Der Senat der Universität zu Köln beschloss 1951, die Tradition der alten Schlesischen Friedrich-Wilhelms-Universität zu pflegen. 2003 wurde mit der neuen polnischen Universität Breslau eine Partnerschaft geschlossen. Seit 1988 besteht eine Partnerschaft mit der Ruhr-Universität Bochum.
Die Universität feierte im Jahr 2001 ihr 300-jähriges Bestehen, womit ausdrücklich an die Tradition der österreichischen „Leopoldina“ angeknüpft wurde.
Im akademischen Jahr 2000/2001 waren 38.607 Studierende an der Universität immatrikuliert.

## Heutige Fakultäten
- Philologische Fakultät

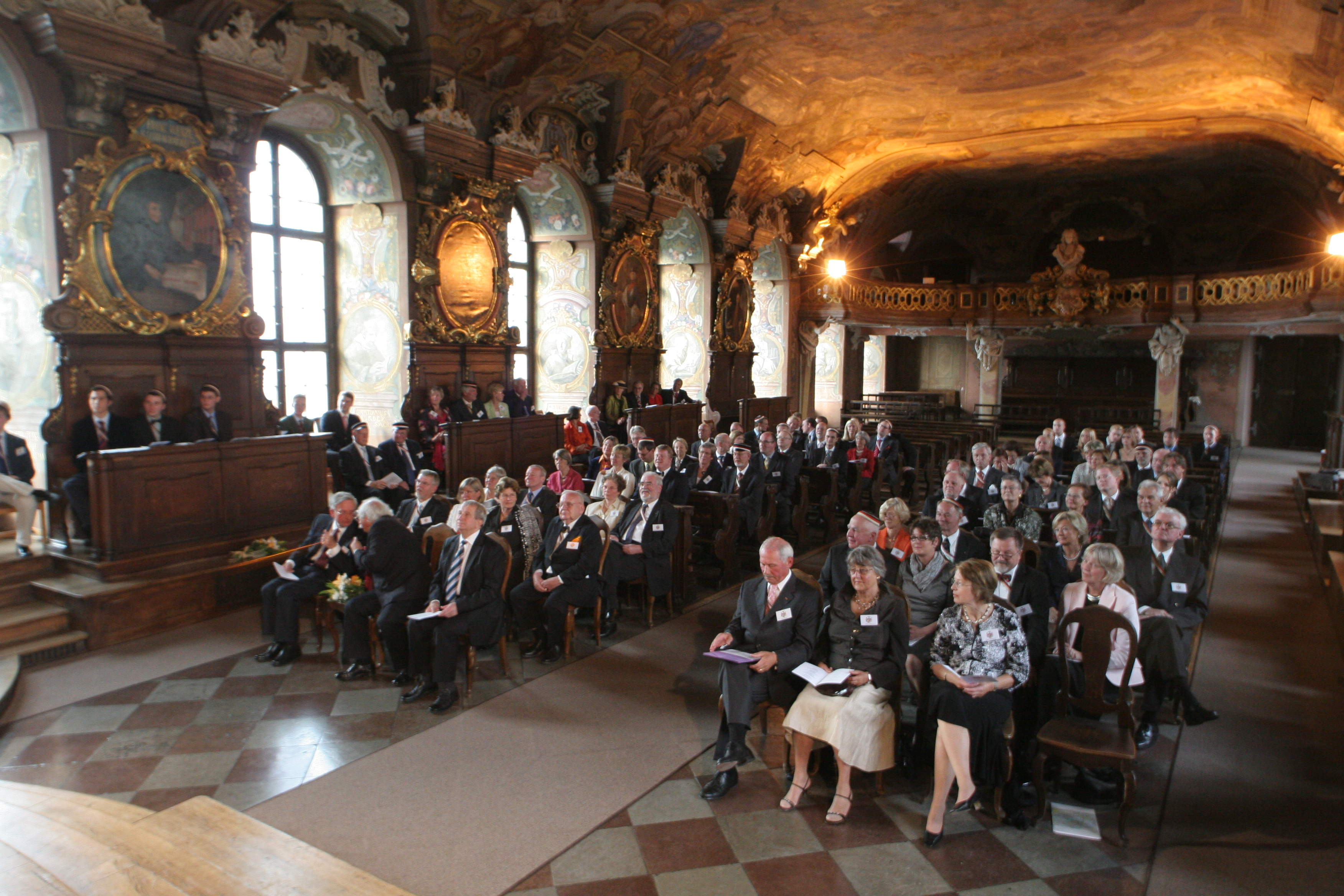
Corps Borussia Breslau (heute zu Köln und Aachen) – 189. Stiftungsfest 2008, in Breslau gefeiert

- Fakultät für Geschichte und Pädagogik
- Fakultät für Recht, Wirtschaft und Ökonomie
- Fakultät für Physik und Astronomie
- Fakultät für Biotechnologie
- Fakultät für Biologie
- Fakultät für Geographie, Geologie und Umweltbildung
- Sozialwissenschaftliche Fakultät
- Fakultät für Chemie
- Fakultät für Mathematik und Informatik

## Internationale Zusammenarbeit
Im Jahr 2001 wurde mit dem Ziel der Völkerverständigung und des Wissenstransfers, die Deutsch-Polnische Gesellschaft der Universität Wrocław (Breslau) e. V. gegründet. Diese Gesellschaft umfasst alle Hochschulen der Stadt Breslau: Universität, Päpstliche Theologische Fakultät, Medizinische Akademie, Technische Hochschule, Hochschulen für Wirtschaft, Landwirtschaft, Sport, Musik und Kunst. Gründungsmitglieder waren hochrangige Funktionsträger der heutigen Universität Wrocław und deutsche Professoren, die noch in Breslau geboren sind. Das waren gut 120, und mehr als 3/4 von ihnen sind heute Mitglieder. Die Tätigkeit der Gesellschaft erstreckt sich vor allem auf Kontakte, Austausch und Stipendien. Gründer und Präsident ist Norbert Heisig, Universität Hamburg.
2002 wurde das gemeinsam von der Universität Breslau und dem DAAD finanzierte „Willy-Brandt-Zentrum für Deutschland- und Europastudien“ gegründet.
Im Jahr 2011 verliehen im Rahmen der Veranstaltung Zwischen Tradition und Partnerschaft, bei der auch der Kirchenrechtler Franz August Gescher (1884–1945), ein Forschungspionier der kölnisch-kirchlichen Verfassungsgeschichte, als „Brückenbauer zwischen der Universität zu Köln und der schlesischen Friedrich-Wilhelms-Universität“ vorgestellt wurde, die Universitätsrektoren Marek Bojarski und Jan Harasimowicz Jubiläums-Medaillen der Universität Breslau an den Kardinal und Kölner Erzbischof Joachim Meisner und an Kölner Universitätsangehörige wie Reimund Haas.

## Hochschullehrer und Alumni
in alphabetischer Folge
- Julius Abegg (1796–1868), Strafrechtler
- Felix Aber (1895–1964), deutsch-amerikanischer Rabbiner
- Alois Alzheimer (1864–1915), Mediziner
- Otto Appel (1867–1952), Phytomediziner, Direktor der Biologischen Reichsanstalt für Land- und Forstwirtschaft in Berlin-Dahlem
- Adam Asnyk (1838–1897), Lyriker und Dramatiker
- Johannes Bauermann (1900–1987), Archivar und Historiker
- Heinrich Biltz (1865–1943), Chemiker
- Kurt Bodendorf (1898–1976), Chemiker und Pharmazeut
- Edmund Bojanowski (1814–1871), Student der Philosophie und Ordensgründer
- Karl Bonhoeffer (1868–1948), Psychiater und Neurologe; Vater von Dietrich Bonhoeffer
- Max Born (1882–1970), Mathematiker, Physiker, Nobelpreisträger
- Godehard Braun (1798–1861), Moraltheologe und Weihbischof in Trier
- Hella Brock (1919–2020), Musikwissenschaftlerin
- Eberhard Buchwald (1886–1975), Professor für Theoretische Physik, Rektor der Universität Danzig
- Oskar von Bülow (1837–1907), Professor für Richterrecht und Zivilprozessrecht
- Johann Gustav Gottlieb Büsching (1783–1829), Professor
- Otto Büttner (1868–1955), Mediziner
- Rudolf Karl Bultmann (1884–1976), evangelischer Theologe, Professor für Neues Testament (1916–1920)
- Robert Wilhelm Bunsen (1811–1899), Professor für Chemie
- Carl Caro (1850–1884), Lyriker und Bühnendichter
- Jacob Caro (1835–1904), Professor für Geschichte
- Georg von Caro (1849–1913), Großindustrieller
- Alexander Isaak Cemach (1882–1958), Mediziner und Hochschullehrer
- Theobald Dächsel (1855–1940), evangelischer Theologe, Pfarrer und Superintendent in Militsch (Niederschlesien)
- Felix Dahn (1834–1912), Professor für Rechtswissenschaften, Schriftsteller sowie Historiker
- Gustav Dickhuth (1825–1893), Bürgermeister und Ehrenbürger von Breslau
- Friedrich Dierig (1845–1931), Fabrikant der Leinenweberei
- Wilhelm Dilthey (1833–1911), Professor, Philosoph, Psychologe und Pädagoge
- Alfred Hillebrandt (1853–1927) Professor für Sanskrit und Philologie, Rektor der Uni ab 1901
- Felix von Dobschütz (1867–1936), Superintendent in Oppeln (Oberschlesien)
- Ernst von Dobschütz (1870–1934), Professor der evangelischen Theologie in Breslau (1910–1913), später in Halle (Saale)
- Franz Joseph Dölger (1879–1940), Professor für Kirchengeschichte
- Waldemar Dyhrenfurth (1849–1899), skurriler Avantgardist und Gesellschaftskritiker
- Wilhelm Ebstein (1836–1912), Pathologe
- Paul Ehrlich (1854–1915), Mediziner, Chemiker, Nobelpreisträger
- Gotthold Eisenstein (1823–1852), Student und Ehrendoktor der Mathematik
- Gerhard Fittkau (1912–2004), Theologe, Dogmatiker und Apostolischer Protonotar
- Heinz von Foerster (1911–2002), österreichischer Kybernetiker
- August Froehlich (1891–1942), katholischer Priester, Widerstandskämpfer gegen das NS-Regime und Märtyrer
- Heinz Fraenkel-Conrat (1910–1999), Virologe und Molekularbiologe
- Moritz Ludwig Frankenheim (1801–1869), Professor für Physik, Geographie und Mathematik, Entdecker der 32 Kristallklassen
- Hermann Friedberg (1817–1884) Professor für Chirurgie, Gerichtsmediziner
- Wilhelm Alexander Freund (1833–1917), Student, später Titularprofessor, Chirurg und Gynäkologe, Mitbegründer der Deutschen Gesellschaft für Gynäkologie und Geburtshilfe
- Gustav Freytag (1816–1895), Professor, Schriftsteller
- Axel Freiherr von Freytagh-Loringhoven (1878–1942), Völkerrechtler
- Joachim Christian Gass (1766–1831), Professor für Systematische und Praktische Theologie
- Johann Gottfried Galle (1812–1910), Astronom
- Franz Gescher (1884–1945), Priester, Kirchenrechtler und Kanonist sowie 1932/33 (als Nachfolger von Berthold Altaner) letzter Dekan der Katholisch-Theologischen Fakultät vor der Zeit des Nationalsozialismus und letzter katholischer Kirchenrechtsprofessor der Fakultät
- August Geyder (1808–1874), Rechtswissenschaftler und Übersetzer
- Otto von Gierke (1841–1921), Jurist (Germanist)
- Paul Albert Glaeser-Wilken (1874–1942), Schauspieler und Spielleiter
- Georg Gottstein (1868–1936), Chirurg
- Heinrich Graetz (1817–1891), Historiker
- Arthur Groenouw (1862–1945), Augenarzt und Autor
- Jakob Guttmann (1845–1919), Rabbiner und Religionsphilosoph
- Felix Haase (1882–1965), Kirchenhistoriker, NSDAP-Mitglied und von 1933 bis 1945 Dekan der Katholisch-Theologischen Fakultät
- Fritz Haber (1868–1934), Chemiker, Nobelpreisträger
- Hans Helfritz (1877–1958), Professor der Rechtswissenschaft, letzter Rektor vor Absetzung durch die NSDAP
- Georg Heimann-Trosien (1900–1987), Bundesrichter Deutschland
- Johannes Herrmann (1880–1960), evangelischer Theologe
- Johann Ferdinand Heyfelder (1798–1869), Medizinstudent und Promovent, später Chirurg
- Gerhard Hirschfelder (1907–1942), katholischer Priester, Widerstandskämpfer gegen das NS-Regime, Märtyrer und Seliger
- Karl Christian Eduard Hiersemenzel (1825–1869), Jurist
- Adolf Hepner (1846–1923), jüdischer Sozialist und Schriftsteller, Mitangeklagter im Leipziger Hochverratsprozess
- Eduard Herzog (1801–1867), römisch-katholischer Geistlicher, Theologe und Schriftsteller, Dompropst zu Kulm
- Friedrich Hoffmann (1820–1863), Psychiater
- Heinrich Hoffmann von Fallersleben (1798–1874), Dichter und Professor
- Friedrich Wilhelm Hemprich (1796–1825), Naturforscher
- Clara Immerwahr (1870–1915), Chemikerin
- Theodor Jacobi (1816–1848), Philologe, studierte, promovierte und habilitierte an der Universität, wurde dort Professor
- Walther Rudolf Jaensch (1889–1950), Konstitutionsforscher und Erbbiologe
- Joseph Jahnel (1834–1897), Fürstbischöflicher Delegat für Brandenburg und Pommern und Propst der St. Hedwigs-Kirche in Berlin
- Jan Kasprowicz (1860–1926), Dichter-Epoche so genannter „Jungpolen“
- Georg Kaufmann (1842–1929), Historiker, Rektor
- Johann Joseph Kausch (1751–1825), schlesischer Mediziner und Schriftsteller
- Gustav Robert Kirchhoff (1824–1887), Professor der Physik
- Carl Kleineidam (1848–1924), Fürstbischöflicher Delegat für Brandenburg und Pommern und Propst der St. Hedwigs-Kirche in Berlin
- Paul Kleinert (1839–1920), evangelischer Theologe
- Jochen Klepper (1903–1942), Schriftsteller und evangelischer Lieddichter
- Wladislaw Klimaszewski (* 1866; fl. bis 1932), Arzt und Schriftsteller
- Peter Klimek (1881–1940), deutsch-polnischer katholischer Geistlicher und NS-Opfer
- Maria Kokoszyńska-Lutmanowa (1905–1981), Philosophin, Logikerin und Hochschullehrerin
- Fraz Kolbe (1682–1727), Jesuit, Philosoph und Theologe
- Emil Krebs (1867–1930), Sinologe, Dolmetscher
- Wilhelm Kroll (1869–1939), Professor für Klassische Philologie
- Karl Krolow (1915–1999), Schriftsteller
- Helena Krzemieniewska (1878–1966), Botanikerin,  Mikrobiologin und Hochschullehrerin
- Otto Küstner (1849–1931), Gynäkologe
- Annelies Kupper (1906–1987), Studentin der Musikwissenschaft, deutsche Opernsängerin
- Ferdinand Lassalle (1825–1864), Politiker, Schriftsteller, Arbeiterführer
- Anna Lehmann (* 1975), deutsche Journalistin
- Josef Lenzel (1890–1942), katholischer Priester, Widerstandskämpfer gegen das NS-Regime und Märtyrer
- Bernhard Lichtenberg (1875–1943), katholischer Priester, Gerechter unter den Völkern und Seliger
- Friedrich von Lüdinghausen Wolff (1643–1708), Jesuit, Erster Kanzler der Universität Breslau
- Otto Lummer (1860–1925), Professor für Physik
- Carl Mainka (1874–1943), Geophysiker, Professor, schuf das erste seismische Messnetz Europas
- Kazimierz Marcinkiewicz (* 1959), Student der Physik, Ministerpräsident Polens
- Wanda Mejbaum-Katzenellenbogen (1914–1986), Biochemikerin und Hochschullehrerin
- Walter Migula (1863–1938), Student der Botanik
- Anton Wilhelm Möller (1762–1846), Theologe
- Theodor Mommsen (1817–1903), Professor, Historiker und Altertumswissenschaftler
- Bronisława Morawiecka (1926–2016), Biochemikerin und Hochschullehrerin
- Johann Theodor Mosewius (1788–1858), Universitätsmusikdirektor, Wegbereiter von Johann Sebastian Bach
- Eduard Munk (1803–1871), Klassische Philologie
- Richard Muther (1860–1909), Kunsthistoriker
- Arthur Müller (1828–1873), Theaterdichter und Lyriker des Bürgerlichen Realismus, z. B. Gute Nacht, Hänschen! (Lustspiel 1862)[13], Ein Haberfeldtreiben (Volksschauspiel 1866)[14], kritische Briefwechsel mit Wilhelm Emmanuel von Ketteler, Bischof von Mainz[15][16]
- Karl Neuber (1841–1905), Fürstbischöflicher Delegat für Brandenburg und Pommern und Propst der St. Hedwigs-Kirche in Berlin
- Benedictus Niese (1849–1910), Klassischer Philologe und Althistoriker
- Gustav Friedrich Oehler (1812–1872), Theologe und Hochschullehrer
- Zofia Ostrowska-Kębłowska (1931–2010), Kunsthistorikerin und Hochschullehrerin
- Vasile Pârvan (1882–1927), rumänischer Althistoriker, Archäologe, Epigraphiker und Essayist
- Bernhard Patzak (1873–1933), Kunsthistoriker
- Leopold Pelldram (1811–1867), Bischof von Trier
- Ulrich Petersen (1907–1992), Eisenhütteningenieur
- Karl Peucker (1859–1940), österreichischer Geograf und Kartograf
- Friedrich Pietrusky (1893–1971), Professor für Medizin, Rektor der Universität Bonn
- Johannes Pinsk (1891–1957), deutscher, katholischer Theologe und Honorarprofessor
- Richard Pischel (1849–1908), Indologe
- Dietrich von Ploetz (1909–1944), deutscher Jurist und Kommunalpolitiker, Student der Rechts- und Staatswissenschaften
- Bronislaw von Pozniak (1887–1953), Pianist
- Franz Praetorius (1847–1927), Orientalist (Hebraist und Semitist)
- Moritz von Prittwitz (1795–1885), preußischer Generalleutnant der Infanterie und Festungsbaudirektor in Ulm
- Julius Ferdinand Räbiger (1811–1891), Professor der Theologie
- Friedrich von Raumer (1781–1873), Professor, Historiker sowie Politiker
- Eduard Regenbrecht (1791–1849), Professor der Rechte
- Richard Roepell (1808–1893), Professor für Geschichte
- Eugen Rosenstock-Huessy (1888–1973), Rechtshistoriker und Soziologe
- Otto Ruff (1871–1939), Professor für Chemie
- Friedlieb Ferdinand Runge (1794–1867), Professor für Chemie
- Arthur Sachs (1876–1942), Professor für Mineralogie
- Ernst Sandberg (1849–1917), Geheimer Sanitätsrat in Breslau
- Erwin Schrödinger (1887–1961), Professor für Physik, Nobelpreisträger
- Robert Schwarz (1887–1963), Professor für Anorganische Chemie und Elektrochemie, Rektor der RWTH Aachen
- Johann Ephraim Scheibel (1736–1809), Mathematiker und Astronom
- Hermann Seydel (1869–1942), Präsident der Eisenbahndirektion Hannover
- Theodor Siebs (1862–1941), Germanist
- Walther Siegmund-Schultze (1916–1993), Musikwissenschaftler
- Edith Stein (1891–1942), Schülerin Edmund Husserls, Karmelitin (mit Ordensnamen: Teresia Benedicta a Cruce), 1942 als Märtyrerin in Auschwitz gestorben, 1998 heiliggesprochen (Paul II.), Patronin Europas
- Hugo Steinhaus (1887–1972), Professor für Mathematik
- Otto Stern (1888–1969), Physiker, Nobelpreisträger, promoviert an der Universität Breslau
- Anna Stroka (1923–2020), Germanistin, Literaturhistorikerin und Professorin an der Universität Breslau
- Konrad von Studt (1838–1921), Oberpräsident von Westfalen, preußischer Kultusminister, MdHH
- Georg von Thaer (1872–1946), Landeshauptmann von Schlesien und Niederschlesien, Ehrensenator der Friedrich Wilhelms-Universität
- Martin Thust (1882–1969), habilitierter Pfarrer der Bekennenden Kirche und Systematischer Theologe
- Ernst von Treskow (1844–1915), Botschafter
- Hermann Triepel (1871–1935), Professor für Anatomie, Embryologe
- Hermann Wasserschleben (1812–1893), Jurastudent, später Rechtshistoriker
- Arthur Wegner (1900–1989), ordentlicher Professor für Straf- und Strafprozessrecht
- Bernard Dov Weinryb (1900–1982), Historiker
- Helga Weyhe (1922–2021), Buchhändlerin
- Albert Willimsky (1890–1940), katholischer Priester, Widerstandskämpfer gegen das NS-Regime und Märtyrer
- Almar von Wistinghausen (1904–1989), Diplomlandwirt, Gründer der biologisch-dynamischen Landwirtschaft
- Joseph Wittig (1879–1949), Professor für Kirchengeschichte
- Wilhelm Friedrich Wolff (1809–1864), Abgeordneter der deutschen Nationalversammlung 1849, Burschenschafter und Kommunist
- William Wrede (1859–1906), Theologe
- Franz Zdralek (1894–1970), Jurastudent, später Jurist und Politiker